# Bill Smith (pokerspeler)
Bill Smith (Roswell (New Mexico), 14 maart 1934 - Nevada, 28 februari 1997) was een professionele pokerspeler uit de Verenigde Staten.
In 1985 werd hij wereldkampioen door het Main Event van de World Series of Poker te winnen.

## World Series of Poker bracelets
| Jaar | Toernooi                           | Prijs      |
| ---- | ---------------------------------- | ---------- |
| 1985 | World Series of Poker Championship | $700.000,- |